# Teodor Philes
Teodor Philes (Θεόδωρος Φιλῆς) bio je grčki plemić iz obitelji Philes. Danas je poznat po tome što je bio guverner Soluna.
Nije poznato tko su bili njegovi roditelji te se zato on smatra prvim važnijim predstavnikom svoje obitelji.
Nakon smrti guvernera Andronika Paleologa, car Bizanta Ivan III. Duka Vatac postavio je Teodora za novog guvernera.
Car Teodor II. Laskaris bio je Teodorov neprijatelj te ga je dao oslijepiti. U Bizantskom je Carstvu bilo uobičajeno oslijepiti neprijatelje. 
Teodor Philes je bio otac Aleksija, koji je bio sluga cara Mihaela VIII. Paleologa. Teodorova snaha je bila carica Marija, Mihaelova nećakinja. 